# 정진용
정진용(1977년 12월 1일~)은 두산 베어스에서 뛰었던 전 야구 선수다. 1996년 LG의 지명을 받았으나 대학 진학을 선택했고, 이후 두산의 지명을 받아 입단했다. 2000년에 처음으로 1군 경기에 출전했으며, 2001년에는 선발과 불펜을 오가며 두산의 통합우승에 기여했다.

## 기록
- 2000년 : 2경기 4.1이닝 12.46
- 2001년 : 37경기 100이닝 1승 7패 1홀드 5.13

## 출신 학교
- 한서고등학교
- 홍익대학교

## 같이 보기
- 2000년 두산 베어스 시즌
- 2001년 두산 베어스 시즌